# Gara Curtici
Gara Curtici este o stație de cale ferată care deservește orașul Curtici, România.